# Michael Emenalo
Michael Emenalo (ur. 4 lipca 1965 w Abie) – nigeryjski piłkarz grający na pozycji lewego obrońcy. Od 18 listopada 2010 do 29 czerwca 2011 roku był drugim trenerem londyńskiego klubu. 9 lipca 2011 został nowym dyrektorem technicznym. Do jego zadań będzie należeć opieka nad międzynarodową i krajową siecią skautingu oraz techniczna pomoc w przygotowaniu programów dla Akademii i zagranicznej młodzieży. Jego rola ma istotne znaczenie w ogólnej, długoterminowej strategii klubu.

## Kariera klubowa
Emenalo pochodzi z miasta Aba. Jednak jego pierwszym klubem w karierze był klub Rangers International z miasta Enugu. W barwach tego klubu Emenalo zadebiutował w nigeryjskiej ekstraklasie. Grał tam do końca 1985 roku i na początku 1986 wyjechał z kraju.
Emenalo trafił do Stanów Zjednoczonych, gdzie w Bostonie rozpoczął studia na Uniwersytecie Bostońskim. Został także piłkarzem tamtejszej drużyny uniwersyteckiej, noszącej przydomek „The Terriers”. W 1987 roku został uznany MVP Wschodniej Konferencji ligi uniwersyteckiej. W 1988 był już seniorem i wtedy grał jeszcze lepiej – został uznany MVP sezonu całej ligi, mianowany do Najlepszej Jedenastki Wszystkich Konferencji, Trzeciej Drużyny Całej Ameryki oraz otrzymał Nagrodę E. Raya Speare'a dla najlepszego studenta-sportowca na uczelni. Do tego dołożył tytuł mistrzowski ze swoimi kolegami z drużyny piłkarskiej. Rok 1989 był ostatnim w Bostonie. Emenalo swój pobyt w drużynie uniwersyteckiej zamknął z bilansem 36 goli i 32 asyst, co uczyniło go drugim najlepiej punktującym (104 punkty) graczem w historii drużyny uniwersyteckiej.
Po zakończeniu studiów Michael wyjechał do Europy i podpisał kontrakt z belgijskim klubem RWD Molenbeek. W sezonie 1989/1990 zagrał w 18 ligowych meczach i zdobył dla zespołu 3 gole (wszystkie w 3 kolejnych wygranych meczach zespołu w grudniu 1989). W sezonie 1990/1991 uzyskał 1 gola w 16 meczach, a w kolejnym (1991/1992) zdobył także 1 bramkę (w zremisowanym 1:1 meczu ze Standardem Liège) oraz 1 samobójczą (porażka 0:2 u siebie z KV Mechelen). Po trzech sezonach spędzonych w Brukseli Emenalo odszedł z zespołu i przez niemal rok nie grał w piłkę.
Do futbolu wrócił w 1993 roku i grał wówczas w Eintrachcie Trewir, grającym w Regionallidze Południowo-Zachodniej. Latem 1994 roku, gdy został piłkarzem Notts County występującym wówczas w Division One. W zespole z Nottingham zagrał tylko w 7 meczach, a klub ten zakończył rozgrywki na ostatnim miejscu w 24-zespołowej lidze. Z Notts County wywalczył za to Puchar Anglo-Włoski i wystąpił w zwycięskim 2:1 finale z Ascoli Calcio, rozegranym na Wembley Stadium.
W 1996 roku Emenalo ponownie wyjechał do Stanów Zjednoczonych. Podpisał kontrakt z San Jose Clash, jednym z członków nowo powstałej profesjonalnej ligi Major League Soccer. Jego kolegą z zespołu był między innymi jego rodak i kolega z reprezentacji, Benedict Iroha. W całej lidze był drugim najbardziej karanym żółtymi kartkami piłkarzem – 13 w 29 meczach. Nie zdobył żadnego gola, ale zaliczył 2 asysty. Drużyna z San Jose awansowała do fazy play-off, jednak w pierwszej rundzie odpadła po meczach z późniejszymi finalistami, Los Angeles Galaxy. W 1997 roku Michael zagrał w 27 meczach San Jose i zdobył 1 gola, w wygranym w sierpniu 4:1 meczu z New England Revolution. Pomimo tego, zespół Clash był najsłabszym zespołem w całej lidze i nie awansował do fazy play-off.
W połowie sezonu 1997/1998 Emenalo został piłkarzem klubu Segunda División, UE Lleida. Z zespołem tym zajął 5. miejsce w lidze i nie udało się jemu i jego kolegom awansować do Primera División. Po sezonie Michael wyjechał do Izraela zostając w październiku 1998 zawodnikiem tamtejszego Maccabi Tel Awiw. Był członkiem pierwszej jedenastki i wystąpił w 22 meczach zespołu, we wszystkich od pierwszych minut. Z Maccabi wywalczył wicemistrzostwo Izraela, pomimo tego, że stołeczny zespół źle wystartował do sezonu. W sezonie 1999/2000 także był podstawowym zawodnikiem Maccabi, z którym zajął 6. pozycję w lidze. Wystąpił także w Pucharze UEFA, ale już w pierwszej rundzie izraelski zespół odpadł po dwumeczu z RC Lens. Po sezonie Emenalo odszedł z drużyny. Na początku 2001 roku trenował z zespołem MLS, Miami Fusion a potem z Columbus Crew, ale z żadnym z nich nie podpisał kontraktu, toteż zakończył piłkarską karierę.
| Sezon   | Klub                  | Kraj      | Rozgrywki                     | Mecze | Bramki |
| ------- | --------------------- | --------- | ----------------------------- | ----- | ------ |
| 1985    | Rangers International | Nigeria   | Premier League (NGA)          | ?     | ?      |
| 1986    | Uniwersytet Bostoński | USA       | liga uniwersytecka            | ?     | ?      |
| 1987    | Uniwersytet Bostoński | USA       | liga uniwersytecka            | ?     | ?      |
| 1988    | Uniwersytet Bostoński | USA       | liga uniwersytecka            | ?     | ?      |
| 1989    | Uniwersytet Bostoński | USA       | liga uniwersytecka            | ?     | ?      |
| 1989/90 | RWD Molenbeek         | Belgia    | Eerste Klasse                 | 18    | 3      |
| 1990/91 | RWD Molenbeek         | Belgia    | Eerste Klasse                 | 16    | 1      |
| 1991/92 | RWD Molenbeek         | Belgia    | Eerste Klasse                 | 13    | 1      |
| 1993/94 | Eintracht Trewir      | Niemcy    | Regionalliga                  | ?     | ?      |
| 1994/95 | Notts County          | Anglia    | Division One                  | 7     | 0      |
| 1996    | San Jose Clash        | USA       | Major League Soccer           | 29    | 0      |
| 1997    | San Jose Clash        | USA       | Major League Soccer           | 27    | 1      |
| 1997/98 | UE Lleida             | Hiszpania | Segunda División              | ?     | ?      |
| 1998/99 | Maccabi Tel Awiw      | Izrael    | Ligat ha’Al                   | 22    | 0      |
| 1999/00 | Maccabi Tel Awiw      | Izrael    | Ligat ha’Al                   | ?     | ?      |
|         |                       |           | Łącznie w Jupiler League      | 47    | 5      |
|         |                       |           | Łącznie w Major League Soccer | 56    | 1      |

## Kariera reprezentacyjna
W reprezentacji Nigerii Emenalo zadebiutował 6 kwietnia 1985 roku w wygranym 3:0 meczu z Kenią, rozegranym w ramach kwalifikacji do MŚ w Meksyku. Zastąpił wówczas zawieszonych Stephena Keshi i Sundaya Eboigbe i zagrał we wszystkich czterech ostatnich meczach eliminacyjnych „Super Orłów”.
W 1994 został Emenalo powołany przez selekcjonera Clemensa Westerhofa na finały MŚ w USA jako rezerwowy dla Keshiego. Tam jednak Keshi doznał kontuzji i Emenalo wskoczył na jego miejsce. Zagrał w 3 meczach swojej drużyny – w przegranym 1:2 z Argentyną, wygranym 2:0 z Grecją oraz przegranym w 1/8 finału 1:2 (po dogrywce) z Włochami.
Ogółem w pierwszej reprezentacji Nigerii Michael Emenalo zagrał w 14 meczach i nie zdobył żadnego gola.

## Kariera trenerska
Po zakończeniu kariery piłkarskiej Emenalo został trenerem. Podobnie jak jego kolega z boiska, Samson Siasia trenował młodzieżowe drużyny w Atlancie.